# Trichoplusia geminipuncta
Trichoplusia geminipuncta är en fjärilsart som beskrevs av George Francis Hampson 1902. Trichoplusia geminipuncta ingår i släktet Trichoplusia och familjen nattflyn. Inga underarter finns listade i Catalogue of Life.